# Ruppina (Ruppina+のアルバム)
『Ruppina』（ルピナ）は、Ruppina+の1枚目のアルバムである。2003年1月16日にavex traxよりリリース。

## 解説
Ruppina+のデビューアルバム。CCCD仕様でCDのみとCD+DVDの2パターンでのリリース。
2002年12月26日にプレデビューのシングルとしてリリースされた「Free Will/violet flow」を収録している他、ゼビオ「SUPER SPORTS XEBIO 2002/2003 ウィンターキャンペーン」キャンペーンソング「Proudly」を収録している。

## 収録曲
作詞：Mai Kudo
1. Proudly[4:10][1]
作曲：Fumio Yasuda
編曲：tasuku、Naoto Suzuki
2. violet flow [4:48][1]
作曲：Fumio Yasuda
編曲：HΛL
日本テレビ系ドラマ『よい子の味方 〜新米保育士物語〜』挿入歌
3. Free will [4:47][1]
作曲：Fumio Yasuda
編曲：Naoto Suzuki
フジテレビ系列アニメ『ONE PIECE』エンディングテーマ
4. TALES [4:43][1]
作曲：Yashuo Ohtani
編曲：HΛL
5. SOLITUDE [4:55][1]
作曲：Kazuhito Kikuchi
編曲：HΛL
6. Repent [5:24][1]
作曲：BOUNCEBACK
編曲：BOUCEBACK、Naoto Suzuki
7. crescent [4:54][1]
作曲：Fumio Yasuda
編曲：tasuku、Naoto Suzuki